# Eliminatórias da Copa do Mundo FIFA de 2018 - América do Norte, Central e Caribe
A zona norte, centro-americana e caribenha das eliminatórias para a Copa do Mundo FIFA de 2018 indicará três representantes diretos e um para a repescagem intercontinental. Organizada pela Confederação de Futebol da América do Norte, Central e Caribe (CONCACAF), contou com a participação de seus 35 países membros.

## Formato
A estrutura das eliminatórias é a seguinte:
- Primeira fase: Um total de 14 seleções (ranqueadas entre 22–35) disputaram partidas de ida e volta.
- Segunda fase: Um total de 20 seleções (ranqueadas entre 9–21 e os sete classificados da primeira fase) disputaram partidas de ida e volta.
- Terceira fase: Um total de 12 seleções (ranqueadas entre 7–8 e os dez classificados da segunda fase) disputaram partidas de ida e volta.
- Quarta fase: Um total de 12 seleções (ranqueadas entre 1–6 e os seis classificados da terceira fase) foram divididos em três grupos com quatro seleções cada. Os dois melhores de cada grupo avançaram para quinta fase.
- Quinta fase (Hexagonal): As seis seleções disputaram partidas de ida e volta em uma fase única. Os três primeiros se classificaram a Copa do Mundo FIFA de 2018 e o quarto colocado disputará a repescagem (4° da CONCACAF x 5° da Ásia).

## Sorteio
O primeiro sorteio, para definir os confrontos da primeira e segunda fase foram realizados em 15 de janeiro de 2015, em Miami. As equipes foram organizadas na fase que entrarão pela sua colocação no Ranking da FIFA em agosto de 2014 (mostrados nos parênteses).

| Entram na quarta fase (Ranqueado do 1º ao 6º lugar)                                                                | Entram a partir da terceira fase (Ranqueado do 7º ao 8º lugar) | Entram na partir da segunda fase (Ranqueado do 9º ao 21º lugar) | Entram na partir da primeira fase (Ranqueado do 22º ao 35º lugar) |
| --- | -------------------------------------------------------------- | --- | --- |
| 1. Costa Rica (15) 2. México (17) 3. Estados Unidos (18) 4. Honduras (43) 5. Panamá (63) 6. Trinidad e Tobago (80) | 1. Jamaica (85) 2. Haiti (117)                                 | 1. Canadá (122) 2. Cuba (124) 3. Aruba (124) 4. República Dominicana (126) 5. El Salvador (127) 6. Suriname (131) 7. Guatemala (134) 8. São Vicente e Granadinas (134) 9. Santa Lúcia (138) 10. Granada (142) 11. Antígua e Barbuda (149) 12. Guiana (153) 13. Porto Rico (155) | 1. São Cristóvão e Neves (159) 2. Belize (162) 3. Monserrate (165) 4. Dominica (168) 5. Barbados (169) 6. Bermudas (173) 7. Nicarágua (175) 8. Turcas e Caicos (181) 9. Curaçau (182) 10. Ilhas Virgens Americanas (191) 11. Bahamas (193) 12. Ilhas Caimã (197) 13. Ilhas Virgens Britânicas (201) 14. Anguila (207) |

## Primeira fase
O sorteio para esta fase ocorreu em 15 de janeiro de 2015 em Miami Beach, Estados Unidos.
| Equipe 1                 | Total    | Equipe 2                 | 1.º jogo | 2.º jogo |
| ------------------------ | -------- | ------------------------ | -------- | -------- |
| Bahamas                  | 0–8      | Bermudas                 | 0–5      | 0–3      |
| Ilhas Virgens Britânicas | 2–3      | Dominica                 | 2–3      | 0–0      |
| Barbados                 | 4–1      | Ilhas Virgens Americanas | 0–1      | 4–0      |
| São Cristóvão e Neves    | 12–4     | Turcas e Caicos          | 6–2      | 6–2      |
| Nicarágua                | 8–0      | Anguila                  | 5–0      | 3–0      |
| Belize                   | 1–1 (gf) | Ilhas Caimã              | 0–0      | 1–1      |
| Curaçau                  | 4–3      | Monserrate               | 2–1      | 2–2      |

## Segunda fase
O sorteio para esta fase ocorreu em 15 de janeiro de 2015 em Miami Beach, Estados Unidos.
| Time 1                   | Total    | Time 2      | 1º jogo | 2º jogo |
| ------------------------ | -------- | ----------- | ------- | ------- |
| São Vicente e Granadinas | 6–6 (gf) | Guiana      | 2–2     | 4–4     |
| Antígua e Barbuda        | 5–4      | Santa Lúcia | 1–3     | 4–1     |
| Porto Rico               | 1–2      | Granada     | 1–0     | 0–2     |
| Dominica                 | 0–6      | Canadá      | 0–2     | 0–4     |
| República Dominicana     | 1–5      | Belize      | 1–2     | 0–3     |
| Guatemala                | 1–0      | Bermudas    | 0–0     | 1–0     |
| Aruba                    | 3–2      | Barbados    | 0–2     | 3–0[a]  |
| São Cristóvão e Neves    | 3–6      | El Salvador | 2–2     | 1–4     |
| Curaçau                  | 1–1 (gf) | Cuba        | 0–0     | 1–1     |
| Nicarágua                | 4–1      | Suriname    | 1–0     | 3–1     |

- A. ^  O Comitê Disciplinar da FIFA puniu Barbados por escalar um jogador suspenso. Como punição, a FIFA reverteu o resultado da partida e considerou Aruba como vencedora do confronto por 3 a 0.[7][8]

## Terceira fase
O sorteio para a terceira fase foi realizado em 25 de julho de 2015 em São Petersburgo na Rússia. As partidas foram disputadas entre 4 e 8 de setembro de 2015.
| Equipe 1                 | Total | Equipe 2    | 1.º jogo | 2.º jogo |
| ------------------------ | ----- | ----------- | -------- | -------- |
| Curaçau                  | 0–2   | El Salvador | 0–1      | 0–1      |
| Canadá                   | 4–1   | Belize      | 3–0      | 1–1      |
| Granada                  | 1–6   | Haiti       | 1–3      | 0–3      |
| Jamaica                  | 4–3   | Nicarágua   | 2–3      | 2–0      |
| São Vicente e Granadinas | 3–2   | Aruba       | 2–0      | 1–2      |
| Antígua e Barbuda        | 1–2   | Guatemala   | 1–0      | 0–2      |

## Quarta fase
O sorteio para a quarta fase foi realizado em 25 de julho de 2015 em São Petersburgo na Rússia.
Após as seleções se enfrentarem em mata-matas na terceira fase, as classificadas se juntam às seis mais bem ranqueadas na quarta etapa, em que dois times passam de cada grupo. 

### Grupo A
| Pos | Equipe      | Pts | J | V | E | D | GP | GC | SG  | Classificado                |     | MEX | HON | CAN | SLV |
| --- | ----------- | --- | - | - | - | - | -- | -- | --- | --------------------------- | --- | --- | --- | --- | --- |
| 1   | México      | 16  | 6 | 5 | 1 | 0 | 13 | 1  | +12 | Avança para a quinta rodada |     | —   | 0–0 | 2–0 | 3–0 |
| 2   | Honduras    | 8   | 6 | 2 | 2 | 2 | 6  | 6  | 0   | Avança para a quinta rodada |     | 0–2 | —   | 2–1 | 2–0 |
| 3   | Canadá      | 7   | 6 | 2 | 1 | 3 | 5  | 8  | −3  |                             |     | 0–3 | 1–0 | —   | 3–1 |
| 4   | El Salvador | 2   | 6 | 0 | 2 | 4 | 4  | 13 | −9  |                             | 1–3 | 2–2 | 0–0 | —   |     |

### Grupo B
| Pos | Equipe     | Pts | J | V | E | D | GP | GC | SG | Classificado                |     | CRC | PAN | HAI | JAM |
| --- | ---------- | --- | - | - | - | - | -- | -- | -- | --------------------------- | --- | --- | --- | --- | --- |
| 1   | Costa Rica | 16  | 6 | 5 | 1 | 0 | 11 | 3  | +8 | Avança para a quinta rodada |     | —   | 3–1 | 1–0 | 3–0 |
| 2   | Panamá     | 10  | 6 | 3 | 1 | 2 | 7  | 5  | +2 | Avança para a quinta rodada |     | 1–2 | —   | 1–0 | 2–0 |
| 3   | Haiti      | 4   | 6 | 1 | 1 | 4 | 2  | 4  | −2 |                             |     | 0–1 | 0–0 | —   | 0–1 |
| 4   | Jamaica    | 4   | 6 | 1 | 1 | 4 | 2  | 10 | −8 |                             | 1–1 | 0–2 | 0–2 | —   |     |

### Grupo C
| Pos | Equipe                   | Pts | J | V | E | D | GP | GC | SG  | Classificado                |     | USA | TRI | GUA | VIN |
| --- | ------------------------ | --- | - | - | - | - | -- | -- | --- | --------------------------- | --- | --- | --- | --- | --- |
| 1   | Estados Unidos           | 13  | 6 | 4 | 1 | 1 | 20 | 3  | +17 | Avança para a quinta rodada |     | —   | 4–0 | 4–0 | 6–1 |
| 2   | Trinidad e Tobago        | 11  | 6 | 3 | 2 | 1 | 13 | 9  | +4  | Avança para a quinta rodada |     | 0–0 | —   | 2–2 | 6–0 |
| 3   | Guatemala                | 10  | 6 | 3 | 1 | 2 | 18 | 11 | +7  |                             |     | 2–0 | 1–2 | —   | 9–3 |
| 4   | São Vicente e Granadinas | 0   | 6 | 0 | 0 | 6 | 6  | 34 | −28 |                             | 0–6 | 2–3 | 0–4 | —   |     |

## Quinta fase
Nesta última fase, as seis seleções finalistas fazem um hexagonal decisivo, em que três se classificaram para a Copa do Mundo 2018 e um vai à repescagem. Esta fase começou em novembro de 2016 e terminou em outubro de 2017.
O sorteio para esta fase foi realizado em 8 de julho de 2016 na sede da CONCACAF em Miami Beach, Estados Unidos. Como o sorteio foi realizado antes do término da quarta fase, a identidade dos classificados não eram conhecidos na época, com exceção do México que já estava classificado como vencedor do Grupo A.
| Pos | Equipe            | Pts | J  | V | E | D | GP | GC | SG  |                             |  | MEX | CRC | PAN | HON | USA | TRI |
| --- | ----------------- | --- | -- | - | - | - | -- | -- | --- | --------------------------- |  | --- | --- | --- | --- | --- | --- |
| 1   | México            | 21  | 10 | 6 | 3 | 1 | 16 | 7  | +9  | Copa do Mundo de 2018       |  | —   | 2–0 | 1–0 | 3–0 | 1–1 | 3–1 |
| 2   | Costa Rica        | 16  | 10 | 4 | 4 | 2 | 14 | 8  | +6  | Copa do Mundo de 2018       |  | 1–1 | —   | 0–0 | 1–1 | 4–0 | 2–1 |
| 3   | Panamá            | 13  | 10 | 3 | 4 | 3 | 9  | 10 | −1  | Copa do Mundo de 2018       |  | 0–0 | 2–1 | —   | 2–2 | 1–1 | 3–0 |
| 4   | Honduras          | 13  | 10 | 3 | 4 | 3 | 13 | 19 | −6  | Repescagem intercontinental |  | 3–2 | 1–1 | 0–1 | —   | 1–1 | 3–1 |
| 5   | Estados Unidos    | 12  | 10 | 3 | 3 | 4 | 17 | 13 | +4  | Eliminados                  |  | 1–2 | 0–2 | 4–0 | 6–0 | —   | 2–0 |
| 6   | Trinidad e Tobago | 6   | 10 | 2 | 0 | 8 | 7  | 19 | −12 | Eliminados                  |  | 0–1 | 0–2 | 1–0 | 1–2 | 2–1 | —   |

## Repescagem intercontinental
O sorteio para a repescagem foi realizado como parte do sorteio preliminar para a Copa do Mundo de 2018 em 25 de julho de 2015 em São Petersburgo na Rússia. O quinto colocado da Ásia foi sorteado contra o quarto colocado da zona norte, centro-americana e caribenha, com a equipe da Ásia jogando a partida de volta em casa.
| Equipe 1 | Total | Equipe 2  | 1.º jogo | 2.º jogo |
| -------- | ----- | --------- | -------- | -------- |
| Honduras | 1–3   | Austrália | 0–0      | 1–3      |